# Krvarenje
Krvarenje je istjecanje krvi iz krvnih žila ili srca. Najčešći uzroci krvarenja su: prskanje i rastjecanje stijenki krvnih žila.
Prskanje krvnih žila jedan je od najčešćih uzroka krvarenja. To se događa kod žila pogođenih aterosklerozom, osobito ako je istovremeno povišen krvni tlak. Osim toga, prskanje se javlja i kod aneurizmi aorte, krvnih žila mozga, srčanih komora itd.
Rastjecanje stijenki krvnih žila dolazi zbog širenja raznih upalnih stanja: (tuberkuloze, gnojnih zapaljenja, tifusa itd.) i malignih tumora, koji najčešće pokazuju tendenciju da infiltriraju i destruiraju okolna zdrava tkiva. 
Dijapedezna krvarenja su uglavnom mala krvarenja, ali su često mnogobrojna (javlja se veliki broj pojedinačnih malih krvarenja) i nastaju kao rezultat prolaska crvenih krvnih zrnaca kroz zid krvnih žila. Ovo se može javiti kod hemofilije (kod koje postoji sklonost krvarenju), hipoprotrombinemije i hipofibrinogenemije (poremećaja koji se odlikuju nedostatkom protrombina i fibrinogena - bjelančevina koje su važne u procesu zgrušavanja krvi), trombotične trombocitopenične purpure (gdje se zbog neadekvatne funkcije trombocita javljaju brojna točkasta krvarenja, hemolitička anemija i dr), primarne i sekundarne trombocitopenije (oboljenja kod kojih je smanjen broj krvnih zrnaca, urođene hemoragijske telangiektazije (nasljedne bolesti kod koje se javljaju arteriovenske malforacije u raznim dijelovima organizma), alergija, nedostatak vitamina C, djelovanja toksičnih supstanci, hipoksije (nedovoljnog dotoka kisika u određeno područje, što utječe i na endotelne stanice, koje oblažu unutrašnjost krvnih žila i njihovu propustljivost) itd.